# Loheria reiniana
Loheria reiniana là một loài thực vật có hoa trong họ Anh thảo. Loài này được (M. Jacobs) Sleumer mô tả khoa học đầu tiên năm 1988.